# Neyyāttinkara
Neyyāttinkara är en ort i Indien.   Den ligger i distriktet Thiruvananthapuram och delstaten Kerala, i den södra delen av landet, 2 300 km söder om huvudstaden New Delhi. Neyyāttinkara ligger 26 meter över havet och antalet invånare är 88 104.
Terrängen runt Neyyāttinkara är huvudsakligen platt. Neyyāttinkara ligger nere i en dal. Runt Neyyāttinkara är det mycket tätbefolkat, med 1 361 invånare per kvadratkilometer. Närmaste större samhälle är Thiruvananthapuram, 17,8 km nordväst om Neyyāttinkara. I omgivningarna runt Neyyāttinkara växer i huvudsak städsegrön lövskog.